# Saint-Laurent-de-la-Salle
Saint-Laurent-de-la-Salle é uma comuna francesa na região administrativa da Pays de la Loire, no departamento de Vendéia. Estende-se por uma área de 19,22 km². Em 2010 a comuna tinha 379 habitantes (densidade: 19,7 hab./km²).